# Pešterska visoravan
Pešterska visoravan (poznata i samo kao Pešter) je krška visoravan (nadmorska visina od 1100 do 1250 m) u jugozapadnoj Srbiji, jugoistočno od Sjenice.

## Gospodarstvo
Pešterska visoravan je pogodna za ispašu ovaca (kraj je poznat po proizvodima koji dolaze od peštersko-sjeničkih ovaca, poput pešterskog sira).[nedostaje izvor]
Pešterska visoravan je izvorište treseta koji svojim biopotencijalom spada u najkvalitetniji treset, kako u Europi, tako i u svijetu.[nedostaje izvor]

## Geografija
U Peštersku visoravan spada i Peštersko polje (nadmorska visina od 1150 m), površine od 63 četvorna kilometra. Pešterska visoravan sadrži mnoge ponornice, od kojih je najveća Borovštica.

## Stanovništvo
Stanovništvo čine Bošnjaci i Srbi, a ima i nešto Albanaca na krajnjem istoku područja (prema Kosovu).

## Vanjske poveznice
- Treset sa Peštera  Arhivirana inačica izvorne stranice od 20. studenoga 2012. (Wayback Machine)